# Urdská Wikipedie
Urdská Wikipedie je jazyková verze Wikipedie v urdštině. Byla založena v lednu 2004. V lednu 2022 obsahovala přes 166 000 článků a pracovalo pro ni 11 správců. Registrováno bylo přes 139 000 uživatelů, z nichž bylo asi 240 aktivních. V počtu článků byla 54. největší Wikipedie.

## Historie
Na počátku urdská verze wikipedie čelila problémům se skriptem písma urdu, některé nevyřešené články stále zůstávají. V současné době Urdu Wikipedia používá font "Urdu Naskh Asiatype", který byl představen a je volně distribuován BBC na BBC stránkách Service Urdu. Písmo se používá především pro články. Urdu variace Times New Roman se používá pro navigační odkazy. Obě z těchto písem jsou varianty Naskh stylu. Překlad Wikipedie a stránek informačních projektů do Urdu stále probíhá. Některé stránky o tom, jak upravovat byly přeloženy.